# مريان باسيل
مريان باسيل مذيعة أردنية، تقدم نشرات الأخبار الرياضية إضافة لبرنامج صدى الملاعب على قناة إم‌ بي‌ سي 1، رفقة المذيع مصطفى الأغا.
مريان سبق لها العمل في مجال التسويق والإعلان، إضافة للعمل كمعلمة للغة الإنكليزية، وعملت في شركة خاصة لإنشاء مواقع الإنترنت، عملت في التلفزيون الأردني لمدة 5 سنوات ثم قناة عين التابعة لراديو وتلفزيون العرب (ART) ثم انتقلت إلى قناة إم‌ بي‌ سي 1.